# Фосил
Фосил (лат. fossus, у дословном преводу „онај који је закопан“) је очувани остатак организма, његовог дела или трагова живота. Фосили дају податке о развоју органског света у прошлости, како се животна средина мењала кроз геолошку прошлост, о еволуцији и биогеографији живих бића. Фосили су много разноврснији него стене у којима се налазе и пружају више могућности за одређивање редоследа и старости догађаја у Земљиној кори. Фосили се најчешће сачувају у седиментним стенама, док се у метаморфним стенама јављају веома ретко. Фосиле и историју живота проучава наука палеонтологија кроз своје дисциплине.
Палеонтологија је проучавање фосила: њихове старости, начина формирања и еволуционог значаја. Узорци се обично сматрају фосилима ако су старији од 10.000 година. Најстарији фосили стари су око 3,48 милијарди година до 4,1 милијарде година. Запажање у 19. веку да су одређени фосили повезани са одређеним слојевима стена довело је до препознавања геолошке временске скале и релативне старости различитих фосила. Развој техника радиометријског датирања почетком 20. века омогућио је научницима да квантитативно измере апсолутну старост стена и фосила на којима се налазе.
Постоје многи процеси који доводе до фосилизације, укључујући перминерализацију, ливење и калупе, аутигену минерализацију, замену и рекристализацију, супресију, карбонизацију и биоимурацију.
Фосили се разликују по величини, од бактерија од 1 микрометра (1 µm) bacteria до диносауруса и дрвећа, дугачких неколико метара и тешких много тона. Фосил обично презервира само део покојног организма, обично онај део који је био делимично минерализован током живота, као што су кости и зуби кичмењака, или хитински или кречњачки егзоскелети бескичмењака. Фосили се такође могу састојати од трагова које је организам оставио за живота, попут трагова животиња или измета (копролити). Ове врсте фосила називају се фосилни трагови или ихнофосили, за разлику од телесних фосила. Неки фосили су биохемијски и називају се хемофосили или биопотписи.

## Подела
Фосили могу бити:
- „Прави фосили“, који се деле на:

1. карактеристичне фосиле - то су фосили који имају врло мало вертикално распрострањење, тј. веома брзу еволуцију. Они су ограничени на наслаге таложене у једном краћем геолошком раздобљу, а имају велико географско распрострањење.
2. перзистентне фосиле - фосили који имају веома велико вертикално распрострањење, тј. веома спору еволуцију, тако да на основу њих није могућа одредба старости седимената који их садрже.
3. фацијалне фосиле - то су фосили који карактеришу једну одређену средину. Они су уско ограничених еколошких својстава и њихов налазак у једном слоју је добар индикатор некадашње животне средине. Најтипичнији пример фацијалних фосила су спрудотворни корали. На основу њих изводи се закључак да је седимент настао под следећим условима: топло море, мала дубина, много светла, велика количина кисеоника и чиста вода нормалног салинитета.

- Субфосили - то су фосили из историјског доба, који нису прошли цео пут фосилизације.

- Псеудофосили - то су творевине неорганског порекла, које подсећају на неку биљку. Обично је то дендритични агрегат минерала пиролузита.

- Трагови живота, који се деле на:

1. трагове кретања
2. трагове храњења (трагови по седименту, убадање и бушење седимената, трагови боравка, копролити).

- „Живи фосили“ - то су представници врста који су и даље живи, а који су настали у даљој геолошкој прошлости, који живе на малим и изолованим местима, и нису битно еволуирали од настанка.

## Галерија
- Фосили у Долини китова, Египат
- Фосил Пантодонта, Канада
- Колекција фосила
- Фосил рибе,Музеј Херцеговине, Требиње
- Фосил биљке,Музеј Херцеговине, Требиње